# Autobahn Shanghai–Chongqing
Die Autobahn Shanghai–Chongqing oder Huyu-Autobahn (chinesisch 沪渝高速公路, Pinyin Hùyú gāosù gōnglù, englisch Huyu Expressway), chin. Abk. G50, ist eine Autobahn in der Volksrepublik China, die eine Länge von 1900 km aufweist. Sie beginnt im Westen der Metropole Shanghai und führt in westlicher Richtung über Huzhou, Xuancheng, Chizhou, Wuhan und Jingzhou zur regierungsunmittelbaren Stadt Chongqing. Im Südwesten der Provinz Hubei verläuft die G50 auf der Siduhe-Brücke, mit 472 m eine der höchsten Brücken der Welt.

## Belege
1. 1 2  http://www.china-highway.com/html/265/22/22927/1.htm